# José Carlos Schwartz
José Carlos Schwartz Hernández (Santa Cruz de Tenerife, 29 de enero de 1897 - Las Cañadas del Teide, 2 de octubre de 1936) fue un abogado y político español, que fuera gobernador civil de la provincia de Santa Cruz de Tenerife. Miembro de la burguesía liberal, fue el último alcalde republicano de su ciudad natal.

## Biografía
José Carlos Schwartz se casó y tuvo cinco hijos con Jorgina Esquivel.
Schwartz participó como abogado defensor en los "Juicios de Hermigua" (La Gomera, Islas Canarias, España), en los que varios vecinos habían sido acusados de haber asesinado a dos Guardias Civiles. 
Fue detenido el 18 de julio de 1936, por miembros del ejército sublevado afín al denominado Bando Nacional, a las siete de la mañana en su domicilio y trasladado a la prisión del Castillo de Paso Alto (en la costa de Santa Cruz de Tenerife). De allí, fue trasladado a la prisión de Fyffes (Tenerife).  A las doce de la mañana del día siguiente, fue sustituido por el coronel de la Guardia Civil Juan Vara Terán, que se había apoderado del Ayuntamiento el día anterior, constituyendo una Comisión Gestora Municipal presidida por él mismo. Pronto volvería a Santa Cruz de Tenerife, a la prisión del Castillo de Paso Alto, y la madrugada del 2 de octubre de 1936 dos personas conocidas de la familia habían ido a buscarlo por la noche a su celda para asegurarle que iban a llevarlo a su casa, según testimonio de uno de los soldados que custodiaban el castillo a la que ya era viuda de José Schwartz, Doña Jorgina Esquivel Díaz, quien supo que fue trasladado a Las Cañadas del Teide, donde lo mataron y enterraron en una fosa común en pleno Parque nacional. La memoria colectiva considera que puede estar enterrado en el Bucio de Maja, a 2500 metros de altura, en el término municipal de La Orotava, en una zona entre Izaña y El Portillo, donde además se cree que fueron sepultadas algunas personalidades políticas de la II República asesinadas al inicio de la Guerra Civil, como el diputado a Cortes, poeta y abogado, Luis Rodríguez Figueroa, el alcalde de Buenavista del Norte, Antonio Camejo y el teniente de alcalde del Ayuntamiento de Santa Cruz de Tenerife, José María Martín, entre otros.
La viuda de José Schwartz, pese a que conoce los nombres de quienes fueron a recoger a su esposo de la prisión de Paso Alto, preferirá no revelarlos bajo amenazas:

"(...).Mi abuela supo dónde estaba enterrado su marido por un anónimo que le llegó, pero como era un desaparecido, no cobró pensión alguna hasta después de la democracia. Cuando algunos familiares hicieron gestiones para recuperar el cadáver, les llegó otro anónimo en el que se les aconsejaba que estuvieran quietos si no querían acabar igual".
Declaraciones de Mercedes Pérez Schwartz durante la presentación de la Asociación para la Recuperación de la Memoria Histórica de Tenerife en la Sala San Borondón, recogidas por el periódico El Día

Sabiéndose ya muerto José Carlos Schwartz, en el Ayuntamiento de Santa Cruz de Tenerife, se le instruyó un expediente sancionador y fue separado del servicio.
En la actualidad, el que fuera el último alcalde de Santa Cruz de Tenerife durante la II República Española, cuenta con una pequeña plaza triangular (28°28′17″N 16°16′20″O / 28.471441, -16.272292) a la que da su nombre, en la parte baja del populoso barrio chicharrero de La Salud, donde termina la Avenida de Venezuela, justo delante del campo de fútbol. 
Recientemente, su nieta y exsenadora por el PSOE, Mercedes Pérez Schwartz, presentó la creación de la Asociación para la Recuperación de la Memoria Histórica de Tenerife (ARMHT).

## Reconocimientos
Actualmente el Ayuntamiento de su ciudad natal y de la que llegó a ser alcalde electo tiene un aula cultural en su honor, además de que una plaza de su ciudad también lleva su nombre.
En enero de 2018, el Ayuntamiento de Santa Cruz de Tenerife le concedió a título póstumo el título de Hijo Predilecto de la ciudad.